# Радослав Кирилов
Радослав Кирилов Кирилов е български футболист роден в гр. Симитли през 1992 г. Играе като ляво крило и нападател. Силният му крак е левият. Започва своята професионална кариера в италианския отбор Римини.

## Състезателна кариера
Започва да тренира футбол едва осемгодишен в школата на Септември (Симитли), а през 2003 г. в Македонска слава след обединението на двата отбора. Първият му треньор е Васил Терзийски.
През 2005 г. семейството му се мести в Ричоне, Италия. Радослав тренира с местния отбор три години и се състезава в Серия Д. През 2008 г. преминава в отбора на град Римини на който носи екипа две години. Първата година играе за юношите които се състезават в Серия Б, а втората година за мъжете в Серия Ц1. Подписва първия си професионален договор за 1 година, но през 2010 г. отбора фалира и той преминава в елитния Киево с който подписва договор за 3 години. В клуба от Верона Радослав Кирилов води подготовката си с мъжете, но играе предимно за втория отбор на които е капитан. Официалният му дебют за първия отбор на „летящите магарета“ е на 28 октомври 2010 г. в мач от Купата на Италия срещу състезаващият се в Серия Б отбор на Сасуоло. През сезон 2010/11 г. е неизменен титуляр за втория отбор, като има отбелязани 14 гола. От началото на сезон 2011/12 е отбелязал 7 гола в 14 срещи.

## Национален отбор
Първата му повиквателна за юношеския национален отбор на България е през 2009 г. от треньора Атанас Маринов. Има записани 20 мача срещу съперници като Полша, Русия, Португалия, Австрия, Босна, Ейре, Северна Ирландия, Исландия, Люксембург, Финландия, Сърбия и др.
Първата му повиквателна за младежкия национален отбор на България е на 10 ноември 2011 г. за европейската квалификация с Австрия. Именно тогава е и дебютът му за „младите лъвчета“ водени от Михаил Мадански.

## Любопитно
Радослав Кирилов е племенник на неколкократната републиканска шампионка на България по вдигане на тежести и почетен гражданин на град Симитли – Гергана Кирилова.